# Перепёлкин, Александр Николаевич
Перепёлкин Александр Николаевич (род. 31 мая 1982, Ленинград) — российский женский волейбольный тренер, четырёхкратный обладатель кубка России, золотой призёр суперлиги, пятикратный серебряный и двукратный бронзовый призёр суперлиги, все комплекты наград Высшей лиги «А».

## Биография
Родился 31 мая 1982 года в Ленинграде в семье военнослужащего и учителя. В 1987 году вместе с семьей переехал в Чехословакию в город Есеник, где поступил в первый класс общеобразовательной школы. В 1990 году вернулся в Санкт-Петербург и в 1992 году начал заниматься волейболом у тренера Когаленко Сергея Васильевича.
В 2000 году поступил в Российский Государственный Педагогический Университет им. А. И. Герцена на факультет Физической культуры.

### Карьера
Работать тренером начал ещё в студенческие годы — в 2000 году Александр Николаевич приступил к тренерской деятельности с детскими командами мальчиков 1989—1990 годов рождения. В конце 2003 года возглавил сборную Санкт-Петербурга 1990 года рождения.
В конце января 2004 года получил приглашение на должность тренера в профессиональный женский волейбольный клуб «Университет» (г. Белгород), который возглавляла Попова Раиса Федоровна.
С 2005 по 2008 год работал в «Уралочке» (г. Екатеринбург) главным тренером молодёжной команды и старшим тренером команды Суперлиги.
С 2008 по 2010 год работал старшим тренером «Динамо» Москва. В 27 лет, работая в «Динамо» провел в качестве главного тренера победный матч Лиги чемпионов с командой «Бельско-Бяла».
С 2010 года присоединился к команде Суперлиги «Динамо-Казань» в качестве старшего тренера. Проработал по 2011 год.
С 2011 по 2016 год главный тренер «Северянки», женской волейбольной команды Череповца.
Отличился двумя попаданиями в финальную часть Кубка России — впервые в истории для команд второго дивизиона.
С 2016 по 2018 год вернулся в «Динамо-Казань» в качестве старшего тренера.
С 2018 по 2022 год главный тренер волейбольной команды «Тулица» (Тульская обл.). В 2021 году произошло знаковое событие для тульского спорта — команда вышла в Суперлигу Чемпионата России среди женских команд.
В середине 2022 года пришлось покинуть команду «Тулица» по семейным обстоятельствам. На момент ухода Перепелкина команда шла в тройке лидеров чемпионата Суперлиги.
До 27 января 2023 года Перепелкин Александр Николаевич являлся главным тренером российской женской волейбольной команды из Красноярска — «Енисей». В Красноярск Перепёлкин прилетел за считанные часы до матча с краснодарским «Динамо», «Енисей» выиграл поединок в пяти сетах.

## Семья
В Белгороде в январе 2004 года Александр Николаевич познакомился с будущей супругой Марией, на которой женился 6 июня 2008 года в Санкт-Петербурге.
Мария Николаевна Перепёлкина — российская волейболистка, игрок сборной России, заслуженный мастер спорта, чемпионка мира 2010 года.
В 2014 году родилась дочь Анастасия.
Семья часто переезжала, Мария и Александр работали вместе в Белгороде, Екатеринбурге и Москве.

## Спортивные достижения

#### «Уралочка» Екатеринбург
- Двукратный бронзовый призёр Суперлиги

#### «Динамо» Москва
- Трехкратный серебряный призёр Суперлиги
- Обладатель кубка России

#### «Динамо-Казань»
- Трёхкратный обладатель Кубка России
- Золотой призёр Суперлиги
- Двукратный серебряный призёр Суперлиги

#### «Северянка» Череповец
- Золотой призёр Высшей лиги «А»
- Серебряный призёр Высшей лиги «А»
- Бронзовый призёр Высшей лиги «А»

#### «Тулица» Тульская область
- Выход в главную лигу чемпионата России — Суперлига
- Серебряный призёр Высшей лиги «А»
- Бронзовый призёр Высшей лиги «А»

## Хобби
Занимается любительским хоккеем, дважды выигрывал в турнире «ночная хоккейная лига» в Череповце и Туле, имеются различные медали и награды разного достоинства.
Александр коллекционирует раритетные автомобили 1960−1970 годов. Сейчас в коллекции находится 5 машин в разных городах России.
Увлекается рыбалкой, принимает участие в различных мероприятиях.